# 商業地
商業地（しょうぎょうち）は、土地、宅地の利用区分の一形態で、主として店舗、事務所等商業活動の用途に供せられる土地のことをいう。商業地が集まった地域は商業地域、またはそれにほぼ含まれる概念（商店街、繁華街、オフィス街等）と呼ばれる。
商業地は主として都市中心部に発達する。これは都市における交通網が主として中心部から周辺地域へと伸びるように設計されているため、都市中心部が最も周辺地域からの顧客・消費者を集めやすく、収益性を見込めるからである。特に規模の大きい都市においては、さまざまな業種が高度に集積した商業地を形成していく。
しかしながら、近年では道路網や近郊鉄道網の発達、さらには郊外都市の大規模化によって、商業地が周辺地域へと分散する傾向も見られる。国道をはじめとする幹線道路沿いには大型のロードサイド店舗（スーパーマーケット、ショッピングセンター）が進出しているところも少なくない。州間高速道路をはじめ、ほとんどの高速道路が無料で利用できるアメリカ合衆国においては、多くの大都市の中心部から高速道路で1-2時間以内の郊外に多数の小売店のみならず、映画館などの娯楽施設をも兼ね備えた大規模なショッピングモールが立地している。ミネアポリス郊外にある全米最大級のショッピングモール、モール・オブ・アメリカなどはその一例として挙げることができる。

## 日本の商業地の分類
いわゆる店舗系（商店街、繁華街等の土地）と事務所（業務）系（オフィス街の土地）等がある。さらなる細分化として、次のものが挙げられる。上記のとおり、これらに相当するタイプの商業地は、日本以外の国でも広く見受けられる。
- 高度商業地
大都市の都心又は副都心にあって、広域的商圏を有し、比較的大規模な中高層の店舗、事務所等が高密度に集積している地域にある土地をいう。繁華街、オフィス街も参照されたい。
- 準高度商業地
高度商業地に次ぐ商業地であって、広域的商圏を有し、中高層の店舗、事務所等が連たんし、商業地としての集積の程度が高い地域にある土地をいう。繁華街、オフィス街も参照されたい。
- 近隣商業地
主として近隣の居住者に対する日用品の販売を行う店舗等が連たんしている地域にある土地をいう。商店街も参照されたい。
- 郊外路線商業地
都市の郊外の幹線道路沿いにおいて、店舗、営業所等が連たんしている地域にある土地をいう。ロードサイド店舗も参照されたい。
- 普通商業地
上記以外の商業地であって、都市の中心商業地域及びこれに準ずる商業地域で、店舗、営業所等が連たんし、多様な用途に供されている地域にある土地をいう。

商業地の地価は、上記の分類により異なるが、概ね、交通条件、繁華性、背後地、店舗の連たん性、高度利用の可能性等により左右される。つまり、来店者、勤務者の利便性、集客力、賃料収入といった収益性である。

## 変動
商業地に限らず、土地のおかれている社会的、経済的、行政的環境は変動の過程にある。商業地が減少する原因としては、中心市街地の空洞化や他の目的への転用などが挙げられる。逆に、他の目的に用いられていた土地が商業地に転用され、商業地が増加することもある。
日本の地方都市においては、特にバブル経済崩壊後に中心部の商店街が衰退し、シャッター通りと化したところが少なくない。またアメリカ合衆国やイギリスにおいては、空洞化が進んで貧賤な層が都市中心部に取り残され、また周辺からも集中した結果、都市中心部がスラム化し、犯罪の温床となることがあった。これを都心の荒廃といい、またこうして形成された都市中心部の貧民街をインナーシティという。
また、商店街の土地が住宅地化することもある。この場合、上述の通り衰退する商業地がスラム化するパターンのほかに、日本などでは商店街の衰退によって店舗の跡地に住宅が建設されるもの、ニューヨークなどでは、都心回帰によってジェントリフィケーションが起き、職住近接型の街区が形成される現象が見られる。後者のパターンにおいては、通勤時間の短さなどの至便さに注目した層を都市中心部に呼び戻すことが見られる。例えば、ニューヨーク市マンハッタンの対岸に位置するジャージーシティにおいては、1960年代から1980年代にかけて中心部の商業地が大きく衰退したが、1990年代以降には再開発によって高層マンションが建ち並ぶようになり、ニューヨークで働くプロフェッショナル層を取り込んでいる。
逆に商業地が増えるパターンとして、工場跡地や鉄道操車場跡地が転用され、大規模な商業施設を建設することが挙げられる。発展した郊外都市においては、住宅地や農地、荒地であった土地が商業地に転用され、地価の安さを生かして大規模な小売店舗が建てられたりすることもある。

## 註
1. ↑  参考：土地価格比準表（六次改訂）ISBN 4-7892-1775-2